# Central Coast Council

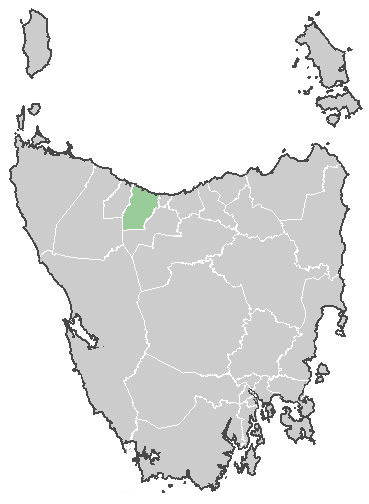
Central Coast Council na mapie Tasmanii

Central Coast Council – obszar samorządu lokalnego (ang. local government area) położony w północnej części Tasmanii. Głównymi ośrodkami regionu są: Ulverstone (siedziba Rady Samorządu) i Penguin, mniejsze ośrodki to: Forth oraz Turners Beach. Central Coast Council zostało założone 2 kwietnia 1993 roku. W czerwcu 2006 roku liczba mieszkańców wynosiła 21259, a powierzchnia wynosi 931,1 km². 
Granica samorządu na zachodzie stanowi rzeka Blythe, na wschodzie droga Braddons Lookout Road, a od południa szczyt Black Bluff. Głównymi atrakcjami turystycznymi są Leven Canyon i Black Bluff. 
W celu identyfikacji samorządu Australian Bureau of Statistics wprowadziło czterocyfrowy kod dla gminy Central Coast – 0810.